# Élie Hoarau
Élie Hoarau (ur. 8 lipca 1938 w Sainte-Suzanne) – francuski i reunioński polityk, działacz komunistyczny, od 2009 do 2012 poseł do Parlamentu Europejskiego; mąż senator Gélity Hoarau.

## Życiorys
Doktoryzował się w zakresie nauk fizycznych. Zawodowo pracował jednak jako dziennikarz. Od końca lat 60. zaangażowany w działalność Komunistycznej Partii Reunionu (PCR). W 1993 został przywódcą tego ugrupowania, pozostając od tego czasu jego faktycznym liderem.
W 1986 uzyskał mandat deputowanego do Zgromadzenia Narodowego, zrezygnował z niego po upływie roku. Ponownie w niższej izbie parlamentu zasiadał w latach 1988–1993 i 1997–2001. Od 1983 do 2001 pełnił funkcję mera Saint-Pierre. W latach 1994–1997 był radnym rady generalnej Reunionu.
Za oszustwa wyborcze, w 2000 został skazany na karę roku pozbawienia wolności z warunkowym zawieszeniem jej wykonania, karę grzywny i utratę prawa do sprawowania urzędów wybieralnych na okres trzech lat. Po uprawomocnieniu się tego wyroku w 2001 odszedł ze stanowiska burmistrza i ze Zgromadzenia Narodowego.
W wyborach w 2009 uzyskał mandat posła do Parlamentu Europejskiego z listy Alliance des outre-mers, sojuszu regionalnych zamorskich partii komunistycznych, zblokowanego z opartym na Francuskiej Partii Komunistycznej Froncie Lewicy. W PE przystąpił do grupy GUE/NGL, został też członkiem Komisji Rozwoju Regionalnego. Zrezygnował z mandatu na początku 2012.